# 日光だいや川公園
日光だいや川公園（にっこうだいやがわこうえん）は、栃木県日光市に位置する県営都市公園である。

## 概要
南北に広大で、栃木県道248号日光だいや川公園線が南北に突き抜けている。インフォメーションエリア、交流エリア、オートキャンプ場、ニュースポーツ場エリア、自然体験エリア、農業体験エリア、文化・創作体験エリアに分かれる。
インフォメーションエリアとオートキャンプ場は、毎年11月に開催される「日光そばまつり」の会場にもなる。

## 施設

### 自然と遊ぶゾーン
- トレーラーハウスサイト
- オートキャンプサイト
- フリーテントサイト
- キャンピングカーサイト

### 人・情報交流ゾーン
- 緑の相談所（管理事務所）
- フィールドアスレチック（有料）
- パークゴルフ場
- グラウンドゴルフ場
- ディスクゴルフ場
- 休憩所
- レストラン「だいやの森」
- ちびっこ広場

### 生活・文化体験ゾーン
- だいや体験館
- 体験農場
- チョウの丘
- とんぼ池

## アクセス

### 車
- 日光宇都宮道路今市ICから 約10分

### 交通機関
- 鉄道

東武日光線上今市駅から 徒歩約20分
- 路線バス

関東バスJR宇都宮駅 - 日光東照宮（土日祝日はJR日光駅）線で、「野口十文字」下車、ニュースポーツエリアまで徒歩2分